# Ron Klain
Ron Klain (ur. 8 sierpnia 1961 w Indianapolis) – amerykański urzędnik państwowy, marketingowiec polityczny, prawnik. Szef personelu Białego Domu (w latach 2021–2023) i dwóch wiceprezydentów Stanów Zjednoczonych: Ala Gore’a (w latach 1995–1999) i Joego Bidena (2009–2011), w latach 2014–2015 koordynator zespołu szybkiego reagowania, utworzonego po zdiagnozowaniu pierwszych przypadków zakażenia wirusem Eboli w USA.

## Życiorys
Urodził się w Indianapolis, jako syn Stanleya Klain (wykonawcy budowlanego) i Sarann Warner (agentki biura podróży). Klain jest Żydem. Ukończył North Central High School w 1979 roku. Uzyskał bakalaureat summa cum laude na Uniwersytecie Georgetown w 1983 roku. Zdobył tytuł Juris Doctor magna cum laude na Harvard Law School w 1987 roku.Pełnił funkcję asystenta sędziego Sądu Najwyższego Stanów Zjednoczonych Byrona White’a w latach 1987–1988. 
Od 1989 do 1992 roku był głównym prawnikiem senackiej komisji sądownictwa, nadzorował prace związane z prawem konstytucyjnym, karnym, antymonopolowym oraz z nominacją Clarence’a Thomasa na sędziego Sądu Najwyższego. Pełnił funkcję dyrektora ds. legislacyjnych kongresmena Eda Markeya. W 1995 roku Tom Daschle mianował Klaina szefem personelu senackiego Komitetu Przywództwa Partii Demokratycznej.
Był zaangażowany w kampanie prezydenckie Billa Clintona w 1992 i 1996 roku. Był zastępcą głównego radcy prawnego ówczesnego Prezydenta Stanów Zjednoczonych. Kierował procesem opiniowania kandydatów na sędziów (w tym Ruth Bader Ginsburg). W 1994 roku został szefem personelu Prokurator Generalnej Stanów Zjednoczonych Janet Reno. W 1995 roku został szefem personelu ówczesnego wiceprezydenta Stanów Zjednoczonych – Ala Gore’a.
W 1999 roku został pracownikiem kancelarii prawnej O’Melveny & Myers. W 2000 roku został wybrany głównym prawnikiem kampanii Ala Gore’a ds. ponownego przeliczenia głosów na Florydzie po wyborach prezydenckich. W 2003 roku Ron Klain pracował jako doradca Wesleya Clarka. Podczas wyborów prezydenckich w 2004 roku Ron Klain był zaangażowany w kampanię Johna Kerry’ego.
12 listopada 2008 „Roll Call” poinformował, że Ron Klain został wybrany na szefa personelu wiceprezydenta Stanów Zjednoczonych. Ron Klain był wymieniany wśród potencjalnych następców Rahma Emanuela (ówczesnego szefa personelu Prezydenta Stanów Zjednoczonych). W 2011 roku przestał pełnić funkcję szefa personelu Joego Bidena, aby rozpocząć pracę w sektorze prywatnym. W latach 2014–2015 był koordynatorem zespołu szybkiego reagowania ds. wirusa Ebola. Po zakończeniu pełnienia tej funkcji pracował w Skoll Foundation i Revolution LLC.
11 listopada 2020 Joe Biden poinformował, że Ron Klain został wybrany szefem personelu Białego Domu. Odszedł ze stanowiska w lutym 2023 roku. 

## Życie prywatne
Jest żonaty z Monicą Medina (byłą główną zastępczynią podsekretarza Handlu ds. Oceanów i Atmosfery, byłą główną prawnik National Oceanic and Atmospheric Administration oraz byłą komisarz Stanów Zjednoczonych przy Międzynarodowej Komisji Wielorybnictwa). Mają trójkę dzieci.